# McDonnell F-101 Voodoo
F-101 Voodoo – ponaddźwiękowy samolot myśliwski produkowany przez amerykańską firmę McDonnell Aircraft Corporation.
Już w 1946 roku rozpoczęto w firmie McDonnel Aircraft prace nad projektem "myśliwca penetrującego" XP-88. Kontrakt na budowę dwóch prototypów przyznano w czerwcu 1946 roku. Pierwszy prototyp XF-88 oblatano 20 października 1948 roku z dwoma silnikami turboodrzutowymi Westinghouse XJ34-WE13 o ciągu po 13,35 kN bez dopalania. Skośne skrzydła u nasady miały wloty powietrza. W połowie wysokiego statecznika pionowego umieszczono usterzenie poziome. Drugi prototyp XF-88A miał silniki z dopalaniem i działka. Pierwszy prototyp, oznaczony XF-88B pełnił rolę samolotu doświadczalnego. W jego części nosowej zamontowano silnik turbośmigłowy (pozostawiono silniki odrzutowe) i w 1953 jako pierwszy samolot śmigłowy przekroczył prędkość dźwięku. Jakkolwiek projekt XF-88 uznano za najlepszy w swoim czasie, to samolotu nie skierowano do produkcji.
Inżynier E.M. Flesh z firmy McDonnell zmodyfikował projekt i w maju 1953 roku USAF zamówiło nową wersję oznaczona F-101 Voodoo. Nie wykonano prototypu Voodoo jako takiego, lecz pewne modyfikacje wprowadzono w samolocie seryjnym F-101A, który oblatano 29 września 1954 roku. Zaprojektowano nowe skrzydło, statecznik pionowy miał kształt litery T, zamontowano silniki Pratt & Whitney J57-P-53 o ciągu po 71,17 kN z dopalaniem. Uzbrojenie składało się z 4 działek M39. Na podwieszeniach zewnętrznych najczęściej umieszczano jedną bombę termojądrową (Mk 7 o masie 1688 kg i mocy 1 MT i dwa zbiorniki dodatkowe). Wersja rozpoznawcza RF-101A (35 egzemplarzy) była wyposażona w zestaw aparatów fotograficznych i nie mogła zabierać broni jądrowej. Tajwan otrzymał osiem maszyn tego typu.
Wersja F-101B (480 egzemplarzy) była dwumiejscowym myśliwcem uzbrojonym w dwa niekierowane pociski rakietowe z głowicą atomową AIR-2 (MB-1) Genie w wewnętrznej komorze na uzbrojenie oraz 2 naprowadzane na podczerwień rakiety AIM-4 Falcon. Pierwszy F-101B wprowadzono do służby w styczniu 1959 roku. Wersja F-101F, częściowo budowana od podstaw, a częściowo przebudowana z F-101B, miała dwa komplety drążków i pedałów sterowania. Ostatnie F-101B i F-101F wycofano z lotnictwa Gwardii Narodowej w 1981 roku. Po 1968 112 maszyn przekazano Kanadzie, gdzie otrzymały oznaczenie CF-101B i CF-101F.
W misjach bojowych w Wietnamie brały udział tylko rozpoznawcze RF-101C (loty bojowe wykonywały też tajwańskie RF-101A). W trakcie tych lotów utracono 28 maszyn; jedną zestrzelił MiG-21. W Europie i gdzie indziej RF-101C pełniły dyżury podczas alarmów atomowych i wykonywały loty rozpoznawcze. F-101C (47 egzemplarzy) był prawie identyczny z F-101A, miał jedynie wzmocniona konstrukcję i zmodyfikowany układ paliwowy, ułatwiający działanie dopalaczy silników. Głównym zadaniem F-101C miało być dokonywanie ataków nuklearnych z lotnisk Wielkiej Brytanii.